# Sosigenes (kráter)

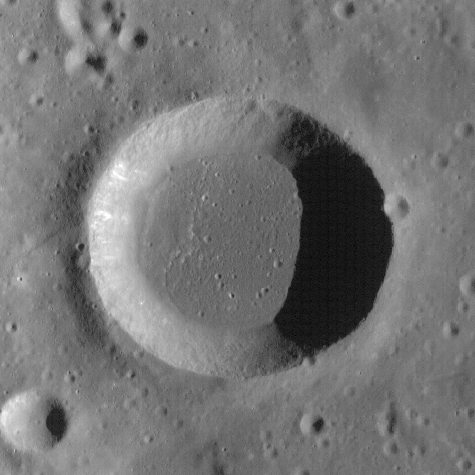
Kráter Sosigenes

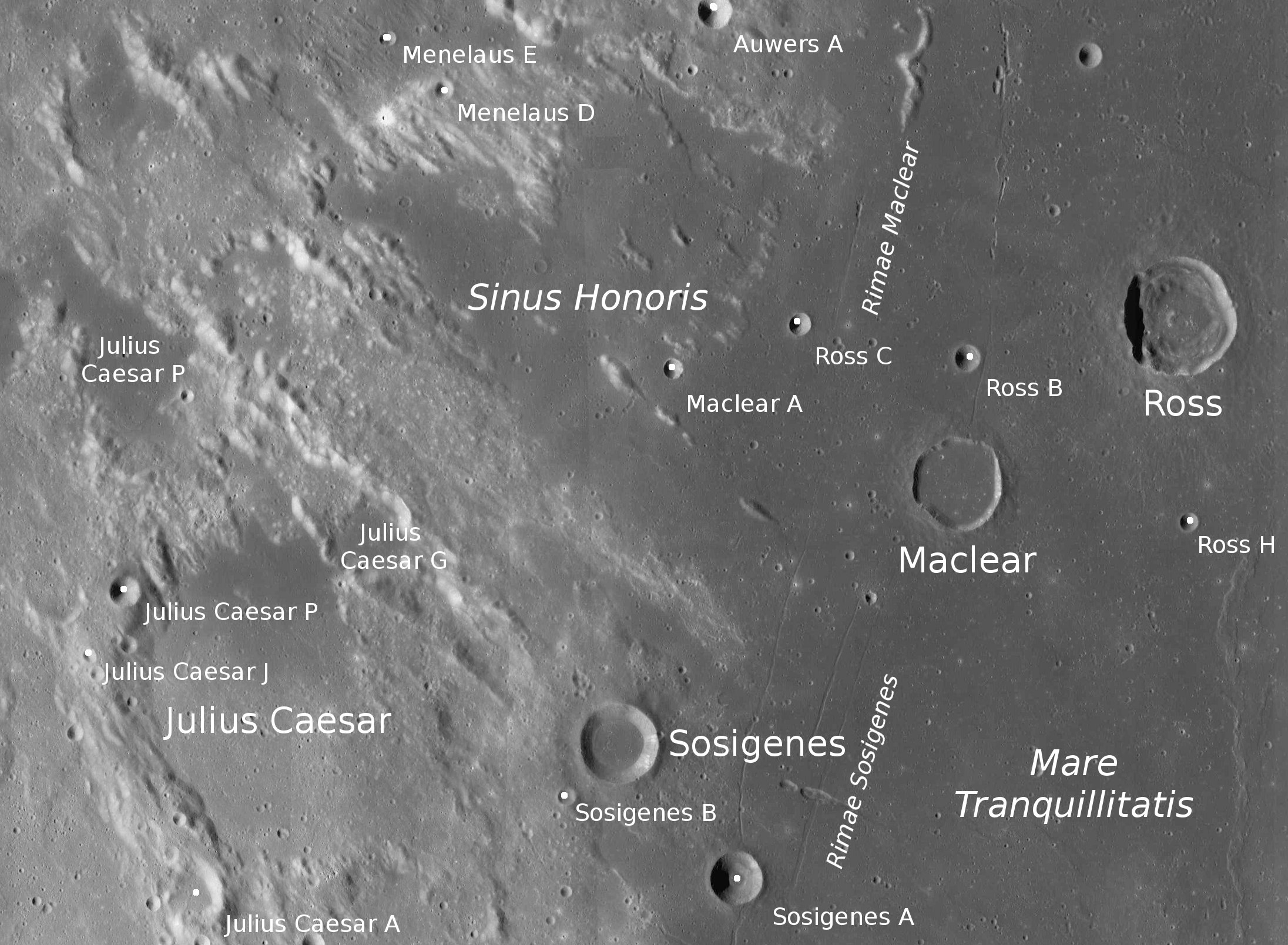
Poloha kráteru Sosigenes

Sosigenes je měsíční kráter nacházející se jižně od Sinus Honoris (Záliv cti) na západním okraji Mare Tranquillitatis (Moře klidu) na přivrácené straně Měsíce. Má průměr 18 km a je hluboký 1,5–1,7 km, pojmenován byl podle řeckého antického astronoma Sósigena z Alexandrie.
Západně leží větší zatopený kráter s tmavým dnem Julius Caesar, severovýchodně pak srovnatelně velký kráter Maclear a za ním ještě dále kráter Ross. Východně se táhne soustava brázd Rimae Sosigenes. Jihovýchodně leží satelitní kráter Sosigenes A.

## Satelitní krátery
V okolí kráteru se nachází několik menších kráterů. Ty byly označeny podle zavedených zvyklostí jménem hlavního kráteru a velkým písmenem abecedy.
| Sosigenes | Sel. šířka | Sel. délka | Průměr |
| --------- | ---------- | ---------- | ------ |
| A         | 7.8° S     | 18.5° V    | 12 km  |
| B         | 8.3° S     | 17.2° V    | 4 km   |
| C         | 7.2° S     | 18.9° V    | 3 km   |